# 圧縮空気車
圧縮空気車 (compressed air car) は、圧縮空気を空気エンジンの動力とする圧縮空気推進の自動車である。単に空気自動車 (air car) とも。走行中に空気以外の排気ガスを出さない。タタ・モーターズ（インド）、モーター・デベロップメント・インターナショナル（ルクセンブルク）を含む複数の企業で、試作車の開発が推進されている。

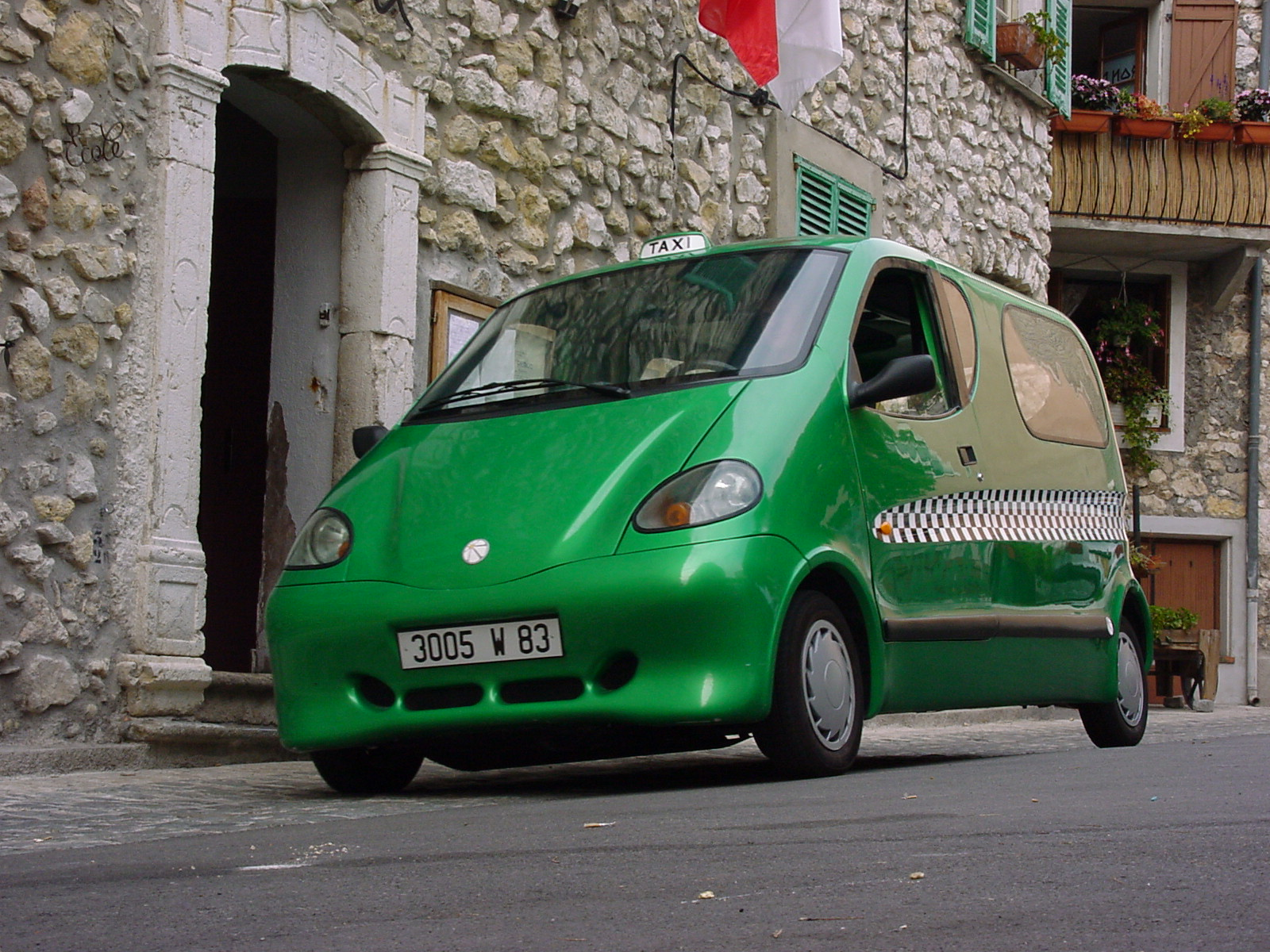
Tata/MDI OneCAT

## 機構
内燃機関のガソリンエンジンやディーゼルなどの動力は、燃料と混合して燃焼により膨張したガスでピストンを駆動させることにより発生する。対して空気自動車の動力は、タンクに貯蔵した圧縮空気をそのまま膨張させることにより、ピストン、あるいはタービンを駆動させることにより発生する。
圧力レギュレータを必要とする。

## 長所
- 車体を軽くできる（少ないエネルギーで車体を動かせる）。
- 高価な素材をほとんど使わない。
- 電気自動車のように電池や電動機に使うレアメタルが不要。
- 走行時のCO2、NOx排出量がゼロ。
- 製造コストが安い。
- 既存技術の組み合わせだけで実現できる。
  - 高圧空気タンク、エンジン、コンプレッサーなど必要な部品はすでに市販品で長い実績のあるものが存在しているため新しく技術開発する必要がなく、開発製造が容易である。

## 短所
- 現状の電気式エアコンプレッサーを使って圧縮空気を作る場合はエネルギー効率がガソリン車より少し良い程度でCO2排出量の削減に大きく貢献するとは言い難い。（効率のよい圧縮空気製造方法を生み出す必要がある）エネルギーコストとして見た場合、日本では電気でコンプレッサーを動かして圧縮空気を作る場合、ガソリン税などの税金まで含めたコストとして見れば同じエネルギーを得るのに必要なコストはガソリンより安くなる。
- 現状のタンクでは航続距離が200km程度であり、航続距離を伸ばすためには圧縮空気スタンドの普及、圧縮空気タンクの拡大・複数化や小型内燃機関とのハイブリッドにする必要がある。
- 日本の場合1MPa以上の圧縮空気は高圧ガス保安法により高圧ガスとして扱われ、空気を充填する作業が高圧ガス製造とみなされる。圧縮空気スタンドは高圧ガス保安法による法規制を受けるため設置場所が限られ、高圧ガス製造保安責任者が必須となる。
- 圧縮空気タンクの定期点検が必要となる。高圧ガス装置となるためメンテナンスには普通の自動車整備士とは別の資格が必要になり、整備技術者の確保が問題になる。
- 交通事故などで車が爆発して搭乗者や周囲の人間を死傷させる危険性がある。30MPaの圧縮空気が充填された高圧ボンベが破裂した場合は爆弾のように爆発する危険があり、高圧空気タンクの爆発による死傷事故は実際に起きている。
- 気温による影響が大きい、気温が上がると空気ボンベの内圧が高くなり危険なため、圧力を逃がす安全装置が必要になるが、これでは燃料が勝手に漏れて行くことになる。逆に気温が下がるとボンベの圧力が落ちて、航続距離が低下する。
- 公道を走るうえで必要なメーター、灯火類や車内の冷暖房装備などに回すエネルギーの余裕が小さく、内燃機関の熱源も無いため別途燃料が必要になるか、空気で発電機を回す必要がある。

## 主要メーカー

### MDIとタタ・モーターズ
MDIはタタ・モーターズと提携して空気自動車の共同開発をしている。MDIではMiniCATsとCityCATsの2車種を開発中である。MiniCATsは内燃エンジンと組み合わせて1000マイル走行できる。
OneCATsの価格帯はインドでの経済開発段階の顧客に届く$5,100から$7,800での販売を目指している。OneCATsのインドでの販売権はタタ・モーターズが所持しているが、低エンジン温度の問題などにより当初より計画が遅れ、2009年12月の時点で2011年の発売予定と発表された。
超軽量車体はFRPと射出フォームとアルミで作られ溶接ではなく接着剤で接合される予定である。エンジンは純空気エンジンとデュアルエナジーエンジンの2通りを予定している。デュアルエナジーエンジンは内燃機関としても作動する。

### ホンダ
ホンダは、コンセプトカー「HONDA Air」を2010年のロサンゼルスオートショーに出展した。

### トヨタ
2011年9月には、コンプレッサーを手がける豊田自動織機の社員で結成されたクラブが空気エンジン車KU:RINを開発、空気エンジン車としては世界最高となる129.15km/hを記録した。カーエアコンなどを手掛ける豊田織機らしくエアコン等に用いられるスクロール圧縮機を応用したものとなっている。